# نيكول بردويل
نيكول بردويل (10 يوليو 1973) هي حاملة لقب ملكة جمال لبنان لعام 1992. مثلت بلادها لبنان في مسابقة ملكة جمال العالم عام 1992.

## حياتها العلمية والعملية
درست الإعلان والتسويق في جامعة سيدة اللويزة، ثم درست ماجستير في إدارة الأعمال الدولية في "BEM Management School" في فرنسا في 2005-2006.
بدأت حياتها المهنية في مجال الإعلانات، وعملت أيضاً كعارضة أزياء. شاركت أثناء الدراسة في الفيلم الأمريكي "Operation Golden Phoenix" عام 1994، قبل أن تبرز بشكل كبير عندما شاركت في فيديو كليب «حبيب يا نور العين» للفنان عمرو دياب عام 1996.
بعدها شاركت في عدد من المسلسلات مثل: حب أعمى عام 2000 وعبدو وعبدو عام 2003. قبل أن تقوم بدور «أمل» في فيلم الباحثات عن الحرية عام 2004 للمخرجة إيناس الدغيدي. كما أنها قدمت لفترة قصيرة برنامج «ستار مايكر» على دريم والقناة الثانية المصرية.
تزوجت من المحامي الياس أبي يونس عام 2007، وأنجبت ابنتين (سيلينا وأدريانا).

## روابط خارجية
- نيكول بردويل على موقع IMDb (الإنجليزية)
- نيكول بردويل على موقع قاعدة بيانات الأفلام العربية
- نيكول بردويل على موقع قاعدة بيانات الفيلم (الإنجليزية)